# ジョージア州の旗
ジョージア州の旗（ジョージアしゅうのはた）は、アメリカ合衆国ジョージア州の州旗。2003年5月8日に導入された。赤白赤の横縞で、左上部分に青地に州の紋章が入っている。紋章では、アーチが州の憲法を示し、柱が州政府の三権分立を示す。州のモットー「Wisdom、Justice、Moderation」がバナーに記され柱に巻き付いていて、それを剣を持った独立革命時の軍服の男性が守っている。その周りに白い13個の星が、ジョージア州が独立時の13州の一つということを示している。このデザインは、初期のアメリカ連合国の国旗に類似している。

?1879年から1902年までの旗
?1902年から1906年までの旗
?1909年から1920年までの旗
?1920年から1956年までの旗
?1956年から2001年までの旗
?2001年から2003年までの旗